# Червоноволзьке сільське поселення
Черво́ново́лзьке сільське поселення (рос. Красноволжское сельское поселение) — муніципальне утворення у складі Гірськомарійського району Марій Ел, Росія. Адміністративний центр — село Кулаково.

## Історія
Станом на 2002 рік існували Октябрська сільська рада (село Красногорка, присілки Болоніха, Гавреніха, селище Октябрський) та Червоноволзька сільська рада (села Владимирське, Кулаково, присілки Альошкино, Ванюково, Верхні Шелаболки, Волна, Зам'ятино, Кадишево, Когаркіно, Лапкино, Нижні Шелаболки, Сарамбаєво, Тамарайкіно, Четнаєво).

## Населення
Населення — 1718 осіб (2019, 2238 у 2010, 2566 у 2002).

## Склад
До складу поселення входять такі населені пункти:
| Населений пункт            | Населення, осіб (2002) | Населення, осіб (2010) |
| -------------------------- | ---------------------- | ---------------------- |
| Альошкино, присілок        | 160                    | 134                    |
| Болоніха, присілок         | 56                     | 29                     |
| Ванюково, присілок         | 36                     | 39                     |
| Верхні Шелаболки, присілок | 132                    | 138                    |
| Владимирське, село         | 31                     | 27                     |
| Волна, присілок            | 17                     | 14                     |
| Гавреніха, присілок        | 14                     | 13                     |
| Зам'ятино, присілок        | 96                     | 56                     |
| Кадишево, присілок         | 84                     | 69                     |
| Когаркіно, присілок        | 139                    | 132                    |
| Красногорка, село          | 169                    | 116                    |
| Кулаково, село             | 459                    | 510                    |
| Лапкино, присілок          | 166                    | 128                    |
| Нижні Шелаболки, присілок  | 226                    | 194                    |
| Октябрський, селище        | 318                    | 282                    |
| Сарамбаєво, присілок       | 116                    | 95                     |
| Тамарайкіно, присілок      | 78                     | 56                     |
| Четнаєво, присілок         | 269                    | 206                    |